# LGV Shanghai - Hangzhou
La ligne à grande vitesse Shanghai - Hangzhou, ou LGV Hu-hang (chinois simplifié : 沪杭高速铁路 ; chinois traditionnel : 沪杭高速鐵路 ; pinyin : Hu Hang Gaosu Tielu) est une ligne à grande vitesse de 154 kilomètres de long reliant Shanghai et Hangzhou, en Chine.

## Histoire
Le chantier de construction de la ligne à grande vitesse de Shanghai à Hangzhou est ouvert le 26 février 2009, la mise en service officielle a lieu le 26 octobre 2010.
Un mois après son ouverture la ligne a permis le transport de plus de deux millions de personnes à raison d'une fréquentation quotidienne d'environ 80 000 voyageurs transportés dans 160 trains.

## Exploitation

### Gares

Tracé de la ligne et gares (en chinois et anglais)

- Gare de Shanghai-Hongqiao (上海虹桥站)
- Gare de Songjiang-Sud (松江南站)
- Gare de Jinshan-Nord (松江南站)
- Gare de Jiashan-Sud (嘉善南站)
- Gare de Jiaxing-Sud (嘉兴南站)
- Gare de Tongxiang (桐乡站)
- Gare de Haining-Ouest (海宁西站)
- Gare de Yuhang (余杭站)
- Gare de Hangzhou-Est (杭州东站)
- Gare de Hangzhou (杭州站)